# Heimbra parallela
Heimbra parallela är en stekelart som beskrevs av Stage och Roy R. Snelling 1986. Heimbra parallela ingår i släktet Heimbra och familjen kragglanssteklar. Inga underarter finns listade i Catalogue of Life.